# Allophyes capucina
Allophyes capucina är en fjärilsart som beskrevs av Pierre Millière 1869. Allophyes capucina ingår i släktet Allophyes och familjen nattflyn. Inga underarter finns listade i Catalogue of Life.